# Мартін Бейлі
Мартін Джозеф Бейлі (англ. Martin Joseph Bayly; нар. 14 вересня 1966, Дублін, Ірландія) — ірландський футболіст та тренер.
Старший брат Рітчі Бейлі. Його небіж Роберт Бейлі виступає за «Шемрок Роверс».

## Клубна кар'єра
Народився в Дубліні, футболом розпочав займатися в місцевому клубі «Літтл Брей», а згодом перейшов до англійського «Вулвергемптон Вондерерз». Дебьютував за перщу команду клубу 21 квітня 1984 року в програному (0:3) поєдинку Першого дивізіону проти «Іпсвіч Таун», першому із семи поспіль зіграних матчів. Він клубну премію «Найкращий молодий гравець року», але в сезоні 1984/85 років зіграв лише три матчі, перш ніж влітку 1985 року не залишив «Вулвергемптон». Загалом у футболці «Вовків» Бейлі провів 10 поєдинків у чемпіонаті.
Після цього нетривалий період часу перебував у таборі «Ковентрі Сіті», а незабаром після цього повернувся до ірландії, де приєднався до «Шемрок Роверс». У 1987 році виграв нагороду Найкращий молодий гравець за версією ПФАІ.
У футболці «Слайго Роверз» зіграв останній матч на Гленмалур Парк у квітні 1987 року. Після цього у червні 1987 році як запрошений гравець у складі «Шемрок Роверс» виступав на турнірі в Південній Кореї, перш ніж переїхати до «Деррі Сіті» в 1988 році. Відіграв в Іспанії один сезон у складі «Фігераса», після чого повернувся до Ірландії, де виступав за місцеві клуби «Сент-Патрікс Атлетік», «Деррі Сіті», «Сент-Джеймс Гейт», «Атлон Таун» та «Монегем Юнайтед». У травні 1992 року перебрався до «Шемрок Роверс», але вже через рік залишив команду.

## Кар'єра в збірній
У складі Ірландії учасник Юнацького чемпіонату Європи (U-18) 1984 року та Молодіжного чемпіонату світу 1985 року (зіграв 3 матчі). У 1987 році провів 1 поєдинок у футболці молодіжної збірної Ірландії.